# Billy Hamill

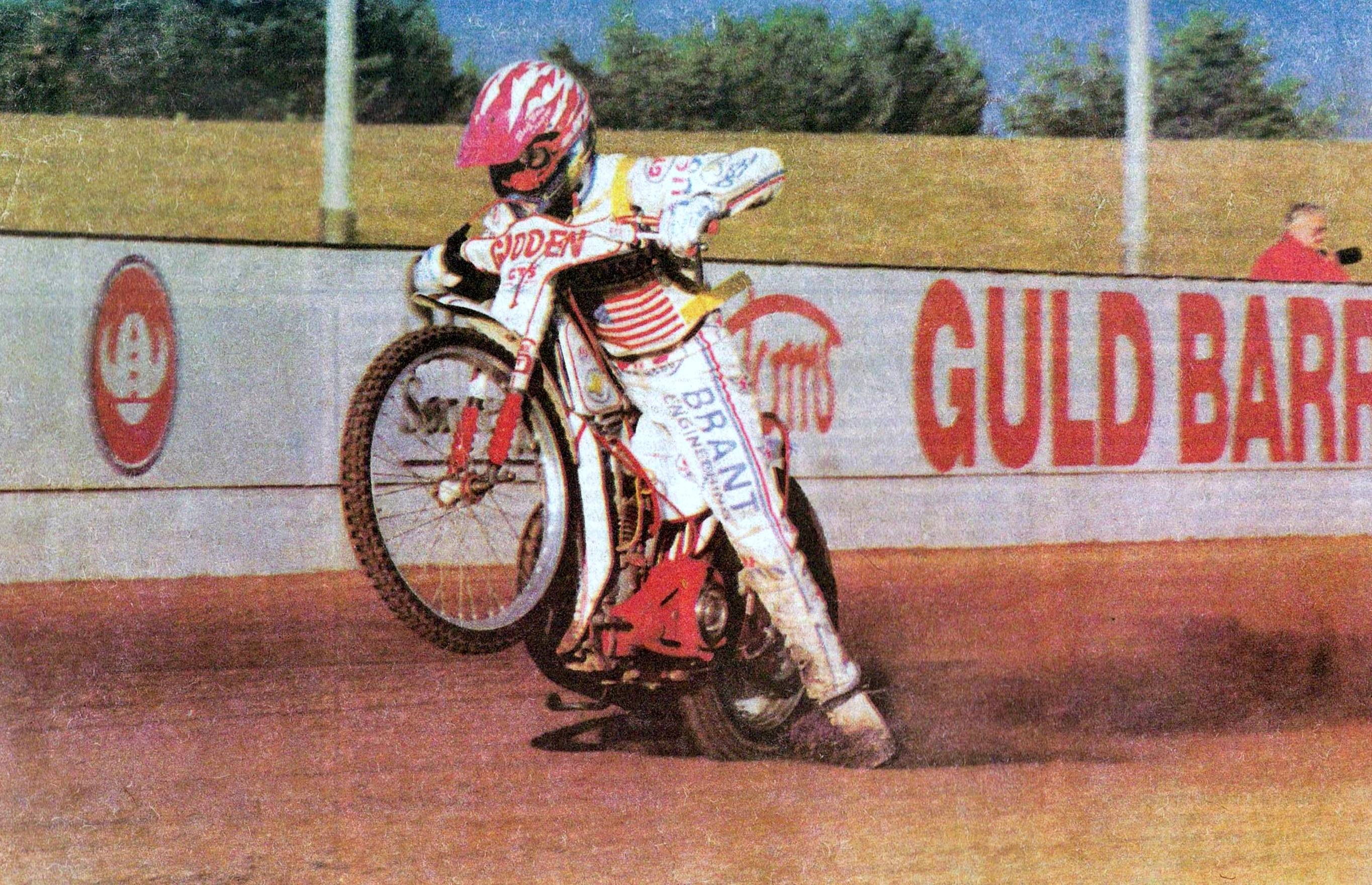
Billy Hamill 1991

Billy Hamill (* 23. Mai 1970 in Arcadia, USA) ist ein ehemaliger US-amerikanischer Speedwayfahrer. Sein größter Erfolg war der Gewinn der Einzel-WM 1996. 1983 begann er mit dem Bahnsport. 1986 wurde er Profi. Seine ersten professionellen Rennen außerhalb der USA machte er 1990, als er mit Greg Hancock aus Kalifornien nach England ging. Im selben Jahr gewann er mit der US-Mannschaft die Mannschafts-WM. Es folgten drei weitere Team-Titel. Seine Karriere beendete er Ende 2007.

## Erfolge

### Einzel
- Weltmeister: 1996
- US-amerikanischer Meister: 1999, 2000, 2001, 2002, 2007
- 6 Grand-Prix Siege

### Team
- Weltmeister: 1990, 1992, 1993, 1998
- Britischer Pokalsieger: 2000, 2005
- Britischer Meister: 1990
- Italienischer Meister: 2004
- Deutscher Meister: 2004